# توریاک
توریاک (اسلوونیایی: Turjak) یک منطقهٔ مسکونی در اسلوونی است که در Lower Carniola واقع شده‌است.

## خصوصیات
توریاک ۲٫۳ کیلومترمربع مساحت و ۱۸۷ نفر جمعیت دارد و ۵۱۹٫۵ متر بالاتر از سطح دریا واقع شده‌است.